# Niccolò Giannetti
Niccolò Giannetti (Siena, 12 maggio 1991) è un calciatore italiano, attaccante del Siena.

## Caratteristiche tecniche
Attaccante moderno che fa dell'intelligenza e della duttilità tattica le sue caratteristiche principali. A suo agio nell'attaccare la profondità, possiede buon feeling con il gol.

## Carriera

### Club

#### Siena e i prestiti
Cresciuto nel Siena, segna 15 reti in 25 incontri nel campionato Primavera 2009-2010.
Passa alla Juventus nell'estate 2010, coinvolto in uno scambio di prestiti. Fa il suo debutto da professionista proprio col club torinese, nella partita di Europa League contro il Salisburgo (0-0) il 4 novembre 2010, subentrando a Simone Pepe; nella stessa competizione segna il suo unico gol in bianconero, il 16 dicembre seguente a Torino contro il Manchester City (1-1). Debutta in Serie A il 16 gennaio 2011 nel match contro il Bari. Nel corso della stessa stagione, con la maglia della formazione Primavera juventina, mette a segno 9 gol in 17 partite.
Dopo esser rientrato al Siena per fine prestito, viene nuovamente ceduto nel luglio 2011, questa volta al Gubbio club neopromosso in Serie B con cui disputa 7 partite senza andare a segno.
Nel gennaio 2012 passa al Südtirol, club di Lega Pro Prima Divisione. Esordisce con la nuova squadra il 6 febbraio 2012; mette a segno due gol nella seconda metà della stagione contro Prato e Latina.
Il 31 agosto 2012 fa ritorno in B venendo prelevato in prestito dal Cittadella. Debutta col club veneto il 9 settembre 2012 nella partita Crotone-Cittadella (3-1). Mette a segno i suoi primi gol con la maglia granata, nonché i primi in serie cadetta, nella partita Spezia-Cittadella (0-3) del 27 ottobre seguente, durante la quale va a segno con una doppietta.
Nell'estate 2013 viene confermato nella rosa del Siena e gioca pertanto con la squadra della sua città. Nella stagione 2013-2014 in serie B mette a segno il suo primo gol (primo anche con la prima squadra del Siena) l'8 settembre 2013 contro il Bari, la squadra contro cui aveva esordito in Serie A.

#### Spezia e Cagliari
Il 31 gennaio 2014, dopo aver segnato 7 gol in 17 partite col Siena, passa in compartecipazione allo Spezia Calcio. Con la formazione ligure mette a segno 12 reti nell'arco di una stagione e mezza.
Il 25 luglio passa a titolo definitivo al Cagliari, neoretrocesso in Serie B, firmando un contratto di quattro anni. Contribuisce alla promozione in Serie A con 10 gol. L'anno seguente gioca 11 partite nella massima competizione non riuscendo a segnare alcun gol.
Il 31 gennaio 2017, nell'ultimo giorno della finestra di mercato invernale e contestualmente al rinnovo di contratto col club sardo, ritorna allo Spezia in prestito secco fino alla fine della stagione.

#### Cagliari e Livorno
Nella stagione 2017-2018 resta nella rosa del Cagliari, ma non riesce a ritagliarsi uno spazio importante, disputando solamente 8 presenze in serie A. Il 26 luglio 2018 viene ceduto in prestito con diritto di riscatto al Livorno neopromosso in serie B, con il quale esordisce in Coppa Italia il 5 agosto nella partita con la Casertana vinta ai calci di rigore, realizzando una rete. Il 22 settembre segna la prima rete in campionato con i toscani, realizzando il gol del pareggio in casa del Cosenza. Chiude la stagione con 8 gol in campionato e la salvezza dei labronici.

#### Salernitana
Il 17 luglio 2019 viene ufficializzata la cessione a titolo definitivo alla Salernitana, in Serie B. Esordisce l'11 agosto nella sfida contro il Catanzaro, valevole per il secondo turno di Coppa Italia, in cui segna una doppietta nella vittoria per 3-1.

#### Prestito al Pescara e Carrarese
Il 1º febbraio 2021 viene ceduto a titolo temporaneo al Pescara, ma a causa della retrocessione in Serie C dei delfini, rientra a Salerno. Seguono tre stagioni alla Carrarese con cui conquista la promozione in Serie B nella stagione 2023/2024.

#### Ritorno al Siena
Il 23 luglio 2024 torna dopo dieci anni nella squadra della sua città il Siena in Serie D.

### Nazionale
L'8 febbraio 2011 esordisce nella nazionale Under-21 italiana nel match amichevole vinto 1-0 contro l'Inghilterra disputato ad Empoli.

## Statistiche

### Presenze e reti nei club
Statistiche aggiornate al 15 settembre 2024.
| Stagione           | Squadra            | Campionato         | Campionato | Campionato | Coppe nazionali | Coppe nazionali | Coppe nazionali | Coppe continentali | Coppe continentali | Coppe continentali | Altre coppe | Altre coppe | Altre coppe | Totale | Totale |
| Stagione           | Squadra            | Comp               | Pres       | Reti       | Comp            | Pres            | Reti            | Comp               | Pres               | Reti               | Comp        | Pres        | Reti        | Pres   | Reti   |
| ------------------ | ------------------ | ------------------ | ---------- | ---------- | --------------- | --------------- | --------------- | ------------------ | ------------------ | ------------------ | ----------- | ----------- | ----------- | ------ | ------ |
| 2009-2010          | Siena              | A                  | 0          | 0          | CI              | 1               | 0               | -                  | -                  | -                  | -           | -           | -           | 1      | 0      |
| 2010-2011          | Juventus           | A                  | 1          | 0          | CI              | 0               | 0               | UEL                | 2                  | 1                  | -           | -           | -           | 3      | 1      |
| 2011-gen. 2012     | Gubbio             | B                  | 7          | 0          | CI              | 2               | 3               | -                  | -                  | -                  | -           | -           | -           | 9      | 3      |
| gen.-giu. 2012     | Südtirol           | 1D                 | 13         | 2          | CI-LP           | -               | -               | -                  | -                  | -                  | -           | -           | -           | 13     | 2      |
| 2012-2013          | Cittadella         | B                  | 21         | 5          | CI              | 0               | 0               | -                  | -                  | -                  | -           | -           | -           | 21     | 5      |
| 2013-gen. 2014     | Siena              | B                  | 17         | 7          | CI              | 4               | 1               | -                  | -                  | -                  | -           | -           | -           | 21     | 8      |
| gen.-giu. 2014     | Spezia             | B                  | 12         | 5          | CI              | -               | -               | -                  | -                  | -                  | -           | -           | -           | 12     | 5      |
| 2014-2015          | Spezia             | B                  | 26+1       | 7          | CI              | 0               | 0               | -                  | -                  | -                  | -           | -           | -           | 27     | 7      |
| 2015-2016          | Cagliari           | B                  | 29         | 10         | CI              | 4               | 0               | -                  | -                  | -                  | -           | -           | -           | 33     | 10     |
| 2016-gen. 2017     | Cagliari           | A                  | 11         | 0          | CI              | 1               | 0               | -                  | -                  | -                  | -           | -           | -           | 12     | 0      |
| gen.-giu. 2017     | Spezia             | B                  | 9+1        | 1          | CI              | -               | -               | -                  | -                  | -                  | -           | -           | -           | 10     | 1      |
| Totale Spezia      | Totale Spezia      | Totale Spezia      | 49         | 13         |                 | 0               | 0               |                    | -                  | -                  |             | -           | -           | 49     | 13     |
| 2017-2018          | Cagliari           | A                  | 8          | 0          | CI              | 1               | 0               | -                  | -                  | -                  | -           | -           | -           | 9      | 0      |
| Totale Cagliari    | Totale Cagliari    | Totale Cagliari    | 48         | 10         |                 | 6               | 0               |                    | -                  | -                  |             | -           | -           | 54     | 10     |
| 2018-2019          | Livorno            | B                  | 25         | 8          | CI              | 2               | 1               | -                  | -                  | -                  | -           | -           | -           | 27     | 9      |
| 2019-2020          | Salernitana        | B                  | 19         | 2          | CI              | 2               | 2               | -                  | -                  | -                  | -           | -           | -           | 21     | 4      |
| 2020-feb. 2021     | Salernitana        | B                  | 13         | 0          | CI              | 2               | 0               | -                  | -                  | -                  | -           | -           | -           | 15     | 0      |
| Totale Salernitana | Totale Salernitana | Totale Salernitana | 32         | 2          |                 | 4               | 2               |                    | -                  | -                  |             | -           | -           | 36     | 4      |
| feb.-giu. 2021     | Pescara            | B                  | 9          | 0          | CI              | -               | -               | -                  | -                  | -                  | -           | -           | -           | 9      | 0      |
| 2021-2022          | Carrarese          | C                  | 16+1       | 3          | CI-C            | 0               | 0               | -                  | -                  | -                  | -           | -           | -           | 17     | 3      |
| 2022-2023          | Carrarese          | C                  | 28         | 4          | CI-C            | 0               | 0               | -                  | -                  | -                  | -           | -           | -           | 28     | 4      |
| 2023-2024          | Carrarese          | C                  | 11+4       | 0+1        | CI-C            | 0               | 0               | -                  | -                  | -                  | -           | -           | -           | 11     | 0      |
| Totale Carrarese   | Totale Carrarese   | Totale Carrarese   | 55+5       | 7+1        |                 | 0               | 0               |                    | -                  | -                  |             | -           | -           | 60     | 8      |
| 2024-2025          | Siena              | D                  | 25         | 6          | CI-D            | 1               | 0               | -                  | -                  | -                  | -           | -           | -           | 18     | 2      |
| Totale Siena       | Totale Siena       | Totale Siena       | 42         | 7          |                 | 6               | 1               |                    | -                  | -                  |             | -           | -           | 25     | 8      |
| Totale carriera    | Totale carriera    | Totale carriera    | 307        | 55         |                 | 20              | 7               |                    | 2                  | 1                  |             | -           | -           | 306    | 63     |

### Cronologia presenze e reti in nazionale
| Cronologia completa delle presenze e delle reti in nazionale ― Italia under 21 | Cronologia completa delle presenze e delle reti in nazionale ― Italia under 21 | Cronologia completa delle presenze e delle reti in nazionale ― Italia under 21 | Cronologia completa delle presenze e delle reti in nazionale ― Italia under 21 | Cronologia completa delle presenze e delle reti in nazionale ― Italia under 21 | Cronologia completa delle presenze e delle reti in nazionale ― Italia under 21 | Cronologia completa delle presenze e delle reti in nazionale ― Italia under 21 | Cronologia completa delle presenze e delle reti in nazionale ― Italia under 21 |
| Data                                                                           | Città                                                                          | In casa                                                                        | Risultato                                                                      | Ospiti                                                                         | Competizione                                                                   | Reti                                                                           | Note                                                                           |
| ------------------------------------------------------------------------------ | ------------------------------------------------------------------------------ | ------------------------------------------------------------------------------ | ------------------------------------------------------------------------------ | ------------------------------------------------------------------------------ | ------------------------------------------------------------------------------ | ------------------------------------------------------------------------------ | ------------------------------------------------------------------------------ |
| 8-2-2011                                                                       | Empoli                                                                         | Italia under 21                                                                | 1 – 0                                                                          | Inghilterra under 21                                                           | Amichevole                                                                     | -                                                                              | 61’                                                                            |
| Totale                                                                         |                                                                                | Presenze                                                                       | 1                                                                              |                                                                                | Reti                                                                           | 0                                                                              |                                                                                |

## Palmarès

### Club

#### Competizioni nazionali
- Campionato italiano di Serie B: 1

Cagliari: 2015-2016